# Opava
Opava (Ausspracheⓘ; deutsch Troppau) ist eine Stadt in der Mährisch-Schlesischen Region in Tschechien. Historisch war „Opavia“ seit Anfang des 14. Jahrhunderts Residenzstadt des böhmischen Herzogtums Troppau.

## Geographische Lage
Opava liegt in einer fruchtbaren Hügellandschaft im Leobschützer Lösshügelland (tschechisch Opavská pahorkatina) unweit des Zusammenflusses der Opava (Oppa) und der Moravice (Mohra). Nördlich der Stadt verläuft die Grenze zu Polen.
Nachbarorte sind im Nordosten Oldřišov (Odersch), im Osten Velké Hoštice (Groß Hoschütz) und Kravaře ve Slezsku (Deutsch Krawarn), im Südosten Štítina (Stettin) und Hrabyně (Hrabin), im Süden Hradec nad Moravicí (Grätz) und im Nordosten Velké Heraltice (Groß Herrlitz) sowie Holasovice (Kreuzendorf).

## Stadtgliederung
Opava besteht aus den neun Stadtteilen Komárov, Malé Hoštice, Milostovice, Opava, Podvihov, Suché Lazce, Vávrovice, Vlaštovičky und Zlatníky. Die  15 Ortsteile sind Jaktař, Kateřinky, Komárov, Komárovské Chaloupky, Kylešovice, Malé Hoštice, Město, Milostovice, Podvihov, Předměstí, Pusté Jakartice, Suché Lazce, Vávrovice, Vlaštovičky und Zlatníky.
Das Stadtgebiet gliedert sich in die 16 Katastralbezirke Držkovice, Jaktař, Jarkovice, Kateřinky u Opavy, Komárov u Opavy, Kylešovice, Malé Hoštice, Milostovice, Opava-Město, Opava-Předměstí, Palhanec, Podvihov, Suché Lazce, Vávrovice, Vlaštovičky und Zlatníky u Opavy.
| tschechischer Name                    | deutscher Name                                           | polnischer Name               |
| ------------------------------------- | -------------------------------------------------------- | ----------------------------- |
| Držkovice                             | Dirschkowitz (1869: Diržkowitz, seit 1938: Dirschkenhof) | Dzierżkowice (Dyrzkowice)     |
| Jaktař                                | Jaktar                                                   | Jaktarz, Jaktar               |
| Jarkovice                             | Jarkowitz                                                | Jarkowice                     |
| Kateřinky                             | Katharein                                                | Katerzynki                    |
| Komárov                               | Komorau (1869: Komarau)                                  | Komarów                       |
| Kylešovice (1890: Kýlešovice)         | Gilschwitz                                               | Kileszowice                   |
| Malé Hoštice                          | Klein Hoschütz                                           | Goszczyce Małe (Małe Hoszyce) |
| Milostovice (1869–1880: Milhostovice) | Milostowitz                                              | Miłostowice                   |
| Opava                                 | Troppau                                                  | Opawa (1880: Tropawa)         |
| Palhanec                              | Palhanetz                                                | Palhaniec                     |
| Podvihov                              | Podwihof (1869: Podwihaw)                                | Podwihów                      |
| Pusté Jakartice                       | Wüst Jakartitz und Klingebeutel                          | Puste Jakarcice               |
| Suché Lazce                           | Sucholasetz (1869: Sucholazec)                           | Suchie Łazce                  |
| Vávrovice                             | Wawrowitz                                                | Wawrowice                     |
| Vlaštovičky (1869: Vlaštovički)       | Wlastowitz                                               | Własztowiczki (Włastowice)    |
| Zlatníky (1869: Zlatniky)             | Slatnik (1869: Zlatnik)                                  | Złotniki                      |

## Geschichte

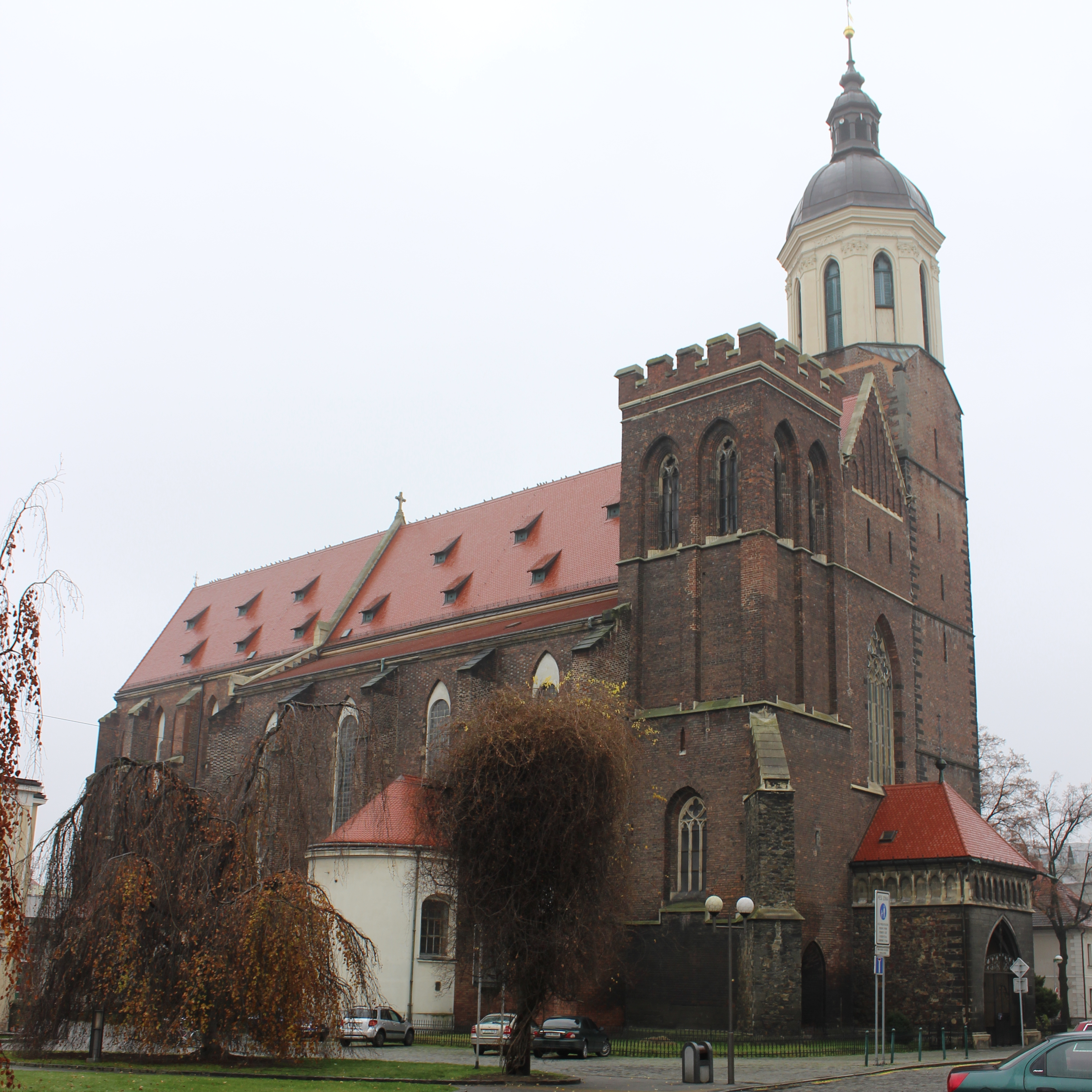
Mariä-Himmelfahrt-Kirche

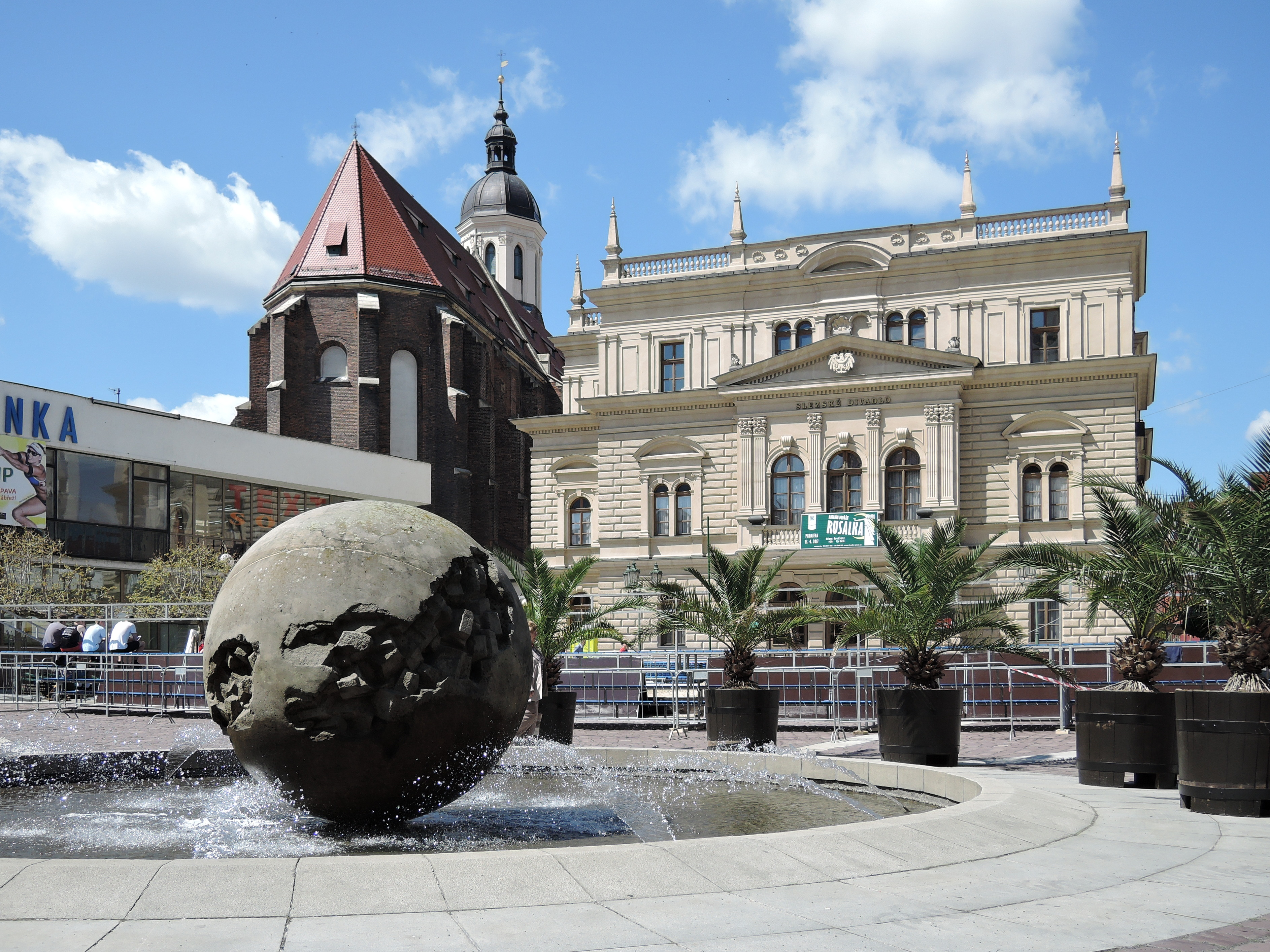
Oberring (Horní náměstí) mit Schlesischem Theater und Marienkirche

Nach archäologischen Funden war das Gebiet bereits in der älteren Steinzeit besiedelt. Vermutlich im 12. Jahrhundert entstand entlang eines Handelsweges, der von Mähren über Grätz nach Polen führte, in der Nähe einer Furt eine Kaufmannsiedlung. Diese wurde erstmals 1195 unter der lateinischen Bezeichnung „Opavia“ erwähnt. 1215 erhielt es ein städtisches Statut, und 1224 erteilte der böhmische König Ottokar I. der Stadt das Magdeburger Stadtrecht. Zugleich erhob er sie zur Königsstadt.
Durch Handel und Handwerk, vor allem die Tuchmacherei, entwickelte sich der Ort schnell zum Zentrum der „Terra Opavia“ (Troppauer Land, auch Provinz Troppau). Neben der zahlenmäßig größten, deutschen Bevölkerungsgruppe lebten auch Tschechen und Juden in der Stadt. Der zu dieser Zeit hier ansässige Deutsche Orden errichtete damals die Stadtkirche Mariä Himmelfahrt, die für das Jahr 1237 als Pfarrkirche belegt ist und im dritten Viertel des 14. Jahrhunderts im Stil der Gotik umgebaut wurde. Neben dem Deutschen Orden ließen sich auch die Johanniter, Franziskaner, Dominikaner und Minoriten nieder.
1241 überfielen Mongolen die Stadt und richteten großen Schaden an. 1240  bis vor 1269 wurde das Minoritenkloster mit der Heilig-Geist-Kirche errichtet. 1269 wurde mit Nikolaus I. das Herzogtum Troppau gegründet. 1284 erhielt Troppau das Stapelrecht, mit dem die durchziehenden Händler gezwungen wurden, ihre Waren in der Stadt anzubieten. 1291 gründete Herzog Nikolaus I. das Dominikanerkloster, dessen St.-Wenzels-Kirche 1336 fertiggestellt war. 1318 wurde der Herzogshof von Schloss Grätz nach Troppau verlegt. 1325 wurde der Stadt die Blutgerichtsbarkeit verliehen. Herzog Přemysl I. errichtete um 1400 eine Burg, die zunächst als Festung diente, später zu einem Schloss umgebaut und nach dem Verfall Ende des 19. Jahrhunderts abgetragen wurde. Obwohl Herzog Přemysl I. (Přemek) die Vier Prager Artikel unterzeichnet hatte, erlitt Troppau 1431 in den Hussitenkriegen Schäden. Der seit 1458 amtierende böhmische König Georg von Podiebrad übertrug Troppau 1465 seinem Sohn Viktorin. Während der Ungarisch-böhmischen Kriege 1485 musste Viktorin Stadt und Herzogtum dem unehelichen Sohn des (Gegen)Königs Matthias Corvinus, Johann, abtreten. Nach Johanns Tod 1501 übertrug König Vladislav II. das heimgefallene Troppau als Lehen seinem Bruder, dem späteren polnischen König Sigismund I. Dieser gab es erst im Jahre 1511 an die Krone Böhmen zurück, die 1526 an die Habsburger gelangte.
Während der Reformation bekannten sich nach 1550 die meisten Bewohner Troppaus zum Protestantismus. Als 1602 der Olmützer Bischof, Kardinal Franz Seraph von Dietrichstein, die Vertreibung der protestantischen Geistlichen und die Schließung ihrer Kirchen forderte, kam es zu einer Rebellion der Troppauer, die schließlich erst 1607 durch ein kaiserliches Regiment niedergeschlagen wurde. Vermutlich deshalb übertrug Kaiser Matthias in seiner Eigenschaft als König von Böhmen das Herzogtum Troppau dem katholischen Fürsten Karl von Liechtenstein. 1625 wurde der Jesuitenorden nach Troppau berufen und fünf Jahre später das Jesuitengymnasium gegründet. Nach Auflösung des Jesuitenordens im Jahre 1773 fiel das Gebäude den Ständen zu und diente zunächst als Sitz des Schlesischen Landtags, heute beherbergt es das Troppauer Landesarchiv.
Als nach dem Ersten Schlesischen Krieg 1742 die piastischen Schlesischen Herzogtümer (einschließlich dem seit 1336 přemyslidischen Herzogtum Ratibor) an Preußen fielen, blieb das Herzogtum Troppau unverändert bei Böhmen und war Sitz der kaiserlichen Behörden von Österreichisch-Schlesien, das auch als Herzogtum Ober- und Niederschlesien bezeichnet wurde.

### 19. Jahrhundert

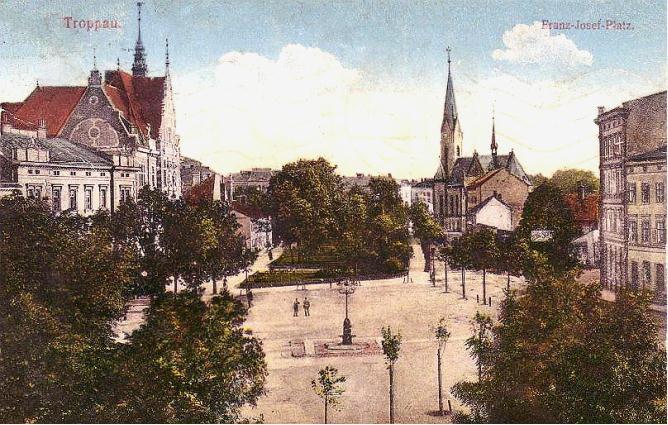
Franz-Josef-Platz um 1900

Vom 20. Oktober bis 20. Dezember 1820 trafen sich in Troppau die Herrscher Österreichs, Preußens und Russlands zum Troppauer Fürstenkongress, der wegen des bürgerlichen Aufstandes von Neapel abgehalten wurde. Nach der Einführung der Märzverfassung von 1849 wurde Troppau Hauptstadt des Kronlandes Schlesien. Nach dem Bau der 1845 eröffneten Kaiser-Ferdinand-Nordbahn Wien – Krakau fand Troppau durch die 1847 eröffnete Anschlussstrecke Schönbrunn (heute Ostrava-Svinov) – Troppau – Ziegenhals früh Anschluss an das Eisenbahnnetz. Durch den Bau weiterer Strecken von Troppau nach Bennisch und ins benachbarte Preußisch-Schlesien war Troppau ein Bahnknotenpunkt. Dadurch wurde die industrielle Entwicklung gefördert, und es siedelten sich nun vermehrt u. a. Ziegeleien, Zuckerraffinerien und Textilfabriken an.
Um die Mitte des 19. Jahrhunderts entstanden im Rahmen der tschechischen Nationalbewegung auch in Troppau mehrere tschechische Vereine, u. a. 1877 die „Matice opavská“, die bis zum Februarumsturz 1948 bestand; 1883 wurde das tschechische Gymnasium eröffnet, 1861–1865 erschien der „Opavský besedník“, zu dessen Autoren u. a. Vincenc Prasek gehörte, und ab 1850 der „Opavský týdeník“.
Neben Landesregierung und Schlesischem Landtag, Finanzdirektion und Landesgericht beherbergte Troppau zum Ende des 19. Jahrhunderts Handels- und Gewerbekammer, deutsches und tschechisches Gymnasium, Lehrer- und Lehrerinnenbildungsanstalt, öffentliche Bibliothek, Landeskrankenhaus, Landesirrenanstalt und andere öffentliche Einrichtungen. 1890 lebten 22.867 Einwohner in Troppau.

### 20./21. Jahrhundert

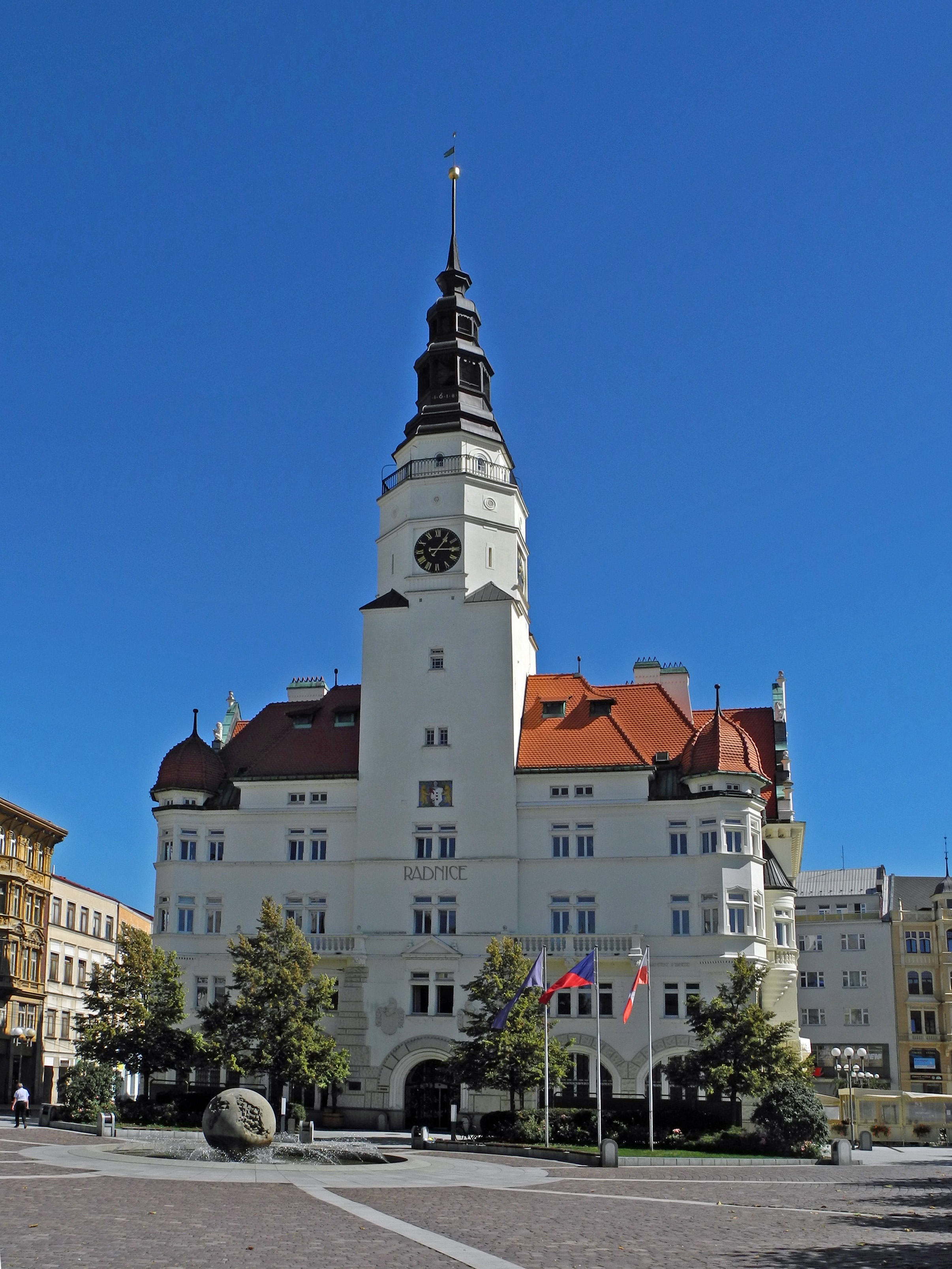
Rathaus (2018)

Nach dem Ersten Weltkrieg gelangte Troppau/Opava an die 1918 neu gegründete Tschechoslowakei. Der Anspruch Deutschösterreichs auf Österreichisch-Schlesien konnte nicht durchgesetzt werden. Als es am 18. Dezember 1918 zu einer Revolte gegen den Tschechoslowakischen Staat kam, besetzte die Tschechoslowakische Armee kampflos die Stadt. Bis 1928 blieb Troppau noch Hauptstadt des  Landes Schlesien, danach wurde das Gebiet mit dem angrenzenden Mähren zum Land Mähren-Schlesien mit der Hauptstadt Brünn vereinigt.
Mit dem Münchner Abkommen musste Troppau im Oktober 1938 an das Deutsche Reich abgetreten werden und gehörte damit zum nationalsozialistischen Reichsgau Sudetenland. Schon einen Monat später wurde die von 1896 stammende Synagoge bei den Novemberpogromen in Brand gesteckt und völlig zerstört. Am 1. April 1939 wurde Troppau Sitz des Regierungsbezirks Troppau. Am 1. Mai 1939 wurden die benachbarten Gemeinden Gilschwitz, Jaktar und Katharein eingemeindet. Dadurch erhöhte sich Troppaus Einwohnerzahl auf 45.740.
Im Zweiten Weltkrieg wurde Troppau im Zuge der Mährisch-Ostrauer Operation durch die Rote Armee am 22. April 1945 erobert. Nach Kriegsende wurde Troppau/Opava wieder in die Tschechoslowakei eingegliedert. Die deutschen Bewohner wurden, soweit sie nicht vorher geflohen waren, aufgrund der Beneš-Dekrete zum größten Teil vertrieben; ein Teil von ihnen gelangte nach Bamberg.
Nach der Samtenen Revolution 1989 wurde 1991 die Schlesische Universität gegründet.

## Bevölkerung
Bevölkerungsentwicklung bis 1945
| Jahr | Einwohner | Anmerkungen                                                                    |
| ---- | --------- | ------------------------------------------------------------------------------ |
| 1834 | 09.462    | Einwohner sind Deutsche, die überwiegend die deutsche Schriftsprache sprechen  |
| 1857 | 13.861    | am 31. Oktober                                                                 |
| 1900 | 26.748    | mit dem Militär (2143 Mann), meist Deutsche (2604 Tschechen, 598 Polen)        |
| 1930 | 36.030    | davon 21.987 Deutsche, 11.627 Tschechen und 1484 Ausländer                     |
| 1933 | 48.190    | Gemeindegrenzen von 1939                                                       |
| 1939 | 45.740    | davon 2845 Evangelische, 41.747 Katholiken, 378 sonstige Christen und 62 Juden |

Bevölkerungsentwicklung nach Ende des Zweiten Weltkriegs
(Stand: 31.12. des jeweiligen Jahres)
| Jahr | Einwohner |
| ---- | --------- |
| 1947 | 30.273    |
| 1950 | 36.216    |
| 1960 | 44.548    |
| 1970 | 49.999    |
| 1980 | 59.741    |

| Jahr | Einwohner |
| ---- | --------- |
| 1990 | 63.531    |
| 2000 | 60.610    |
| 2010 | 58.274    |
| 2020 | 55.996    |
| 2022 | 55.512    |

## Bürgermeister
- 1744–1751: Johann Paul Emmerle
- 1751–1751: Johann Leopold Elliger
- 1752–1752: Gabriel Rockert
- 1752–1755: Thomas Cipps
- 1755–1755: Johann Leopold Ellinger
- 1755–1755: Karl Josef Fuchs
- 1756–1760: Thomas Cipps
- 1760–1769: Georg Kolbe
- 1769–1778: Josef Alscher
- 1779–1785: Georg Oehler
- 1786–1791: Karl Wilhelm Emerle
- 1797–1834: Josef Johann Schößler
- 1834–1836: Leopold Lenz
- 1837–1856: Josef Rossi
- 1856–1862: Franz von Hein, Politiker
- 1863–1869: Karl Wilhelm Ritter von Dietrich, Rechtsanwalt
- 1869–1873: Anton Heinz
- 1873–1882: Martin Woytech von Willfest
- 1882–1886: Moritz Rossy
- 1886–1887: Emil Rodler
- 1888–1892: Franz Hauer
- 1892–1908: Emil Rochowanski, Rechtsanwalt
- 1908–1919: Walter Kudlich, Rechtsanwalt
- 1919–1920: Alfred Wessely, Statthalterbeirat
- 1920–1932: Ernst Franz, Lehrer
- 1932–1938: Ernst Just, Rechtsanwalt
- 1938–1943: Reinhart Kudlich, Rechtsanwalt
- 1943–1945: Gerhard Stellwag von Carion, Magistratsrat
- 1945–1945: Artur Hrbáč
- 1945–1946: Vladislav Krejčí
- 1946–1948: Vladimír Mařádek
- 1948–1950: Josef Přikryl
- 1950–1954: Rudolf Illík
- 1954–1957: Josef Kravar
- 1957–1960: Miroslav Gottwald
- 1960–1963: Miloslav Ochmann
- 1963–1964: Drahomír Neuser
- 1964–1971: Karel Glogar
- 1971–1981: Jan Serafin
- 1981–1986: Jiří Doucha
- 1986–1989: Petr Ambroz
- 1989–1990: Štěpán Krpec
- 1990–1994: Jiří Staněk
- 1994–2002: Jan Mrázek
- 2002–2010: Zbyněk Stanjura
- 2010–2014: Zdeněk Jirásek
- 2014–2015: Martin Víteček
- 2015–2018: Radim Křupala
- seit 2018: Tomáš Navrátil

## Städtepartnerschaften
- Stadt Roth bei Nürnberg, Deutschland
- Stadt Racibórz, Polen, seit 1991
- Stadt Liptovský Mikuláš, Slowakei

Patenschaft für Heimatvertriebene

Die Patenschaft für die Heimatvertriebenen aus Troppau übernahm am 22. Juni 1958 die Stadt Bamberg. Die dortige „Troppauer Heimatstube“ wird von der „Heimatkreisgemeinschaft Troppau e. V.“ betreut.

## Sehenswürdigkeiten

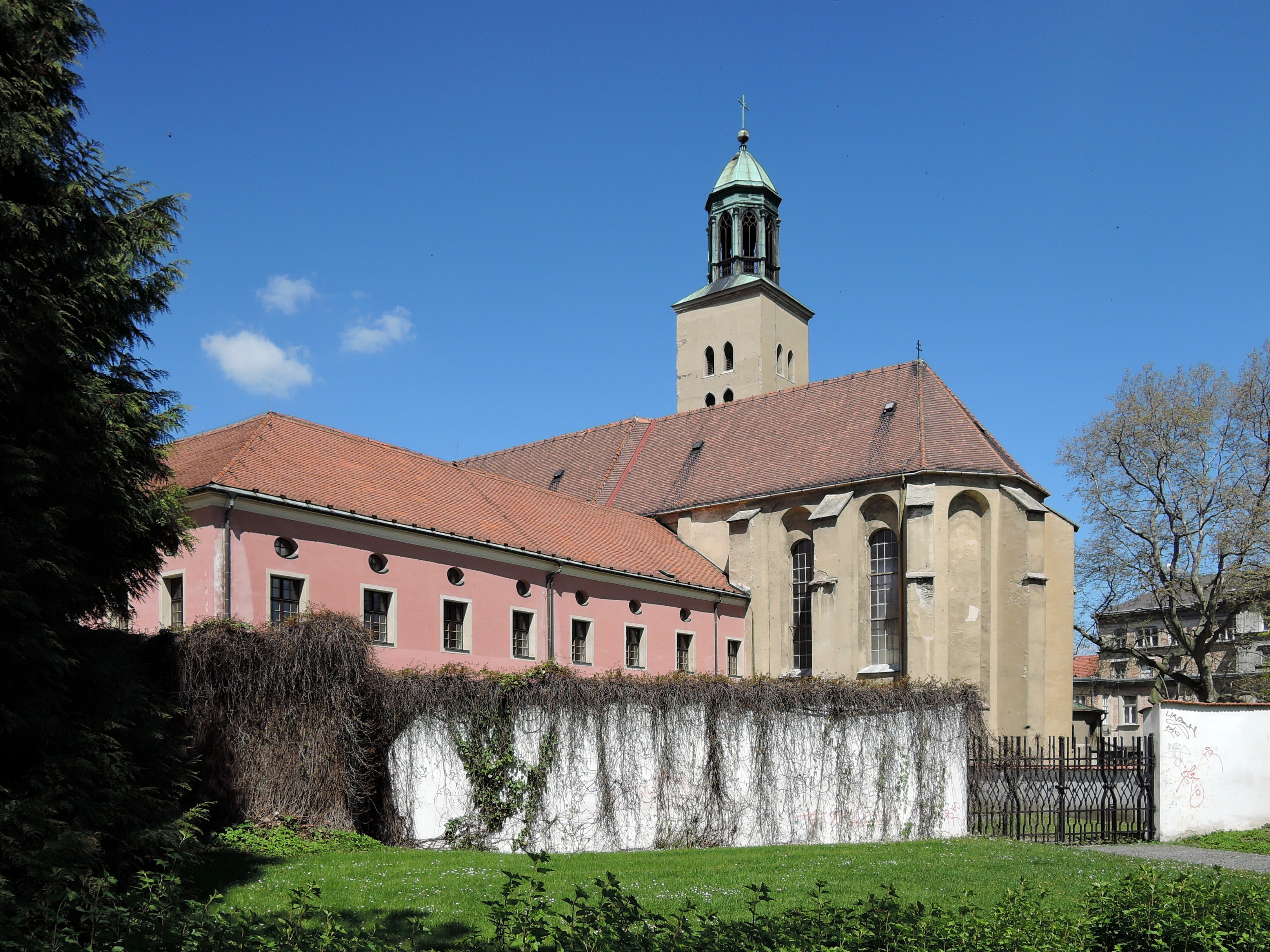
Heilig-Geist-Kirche

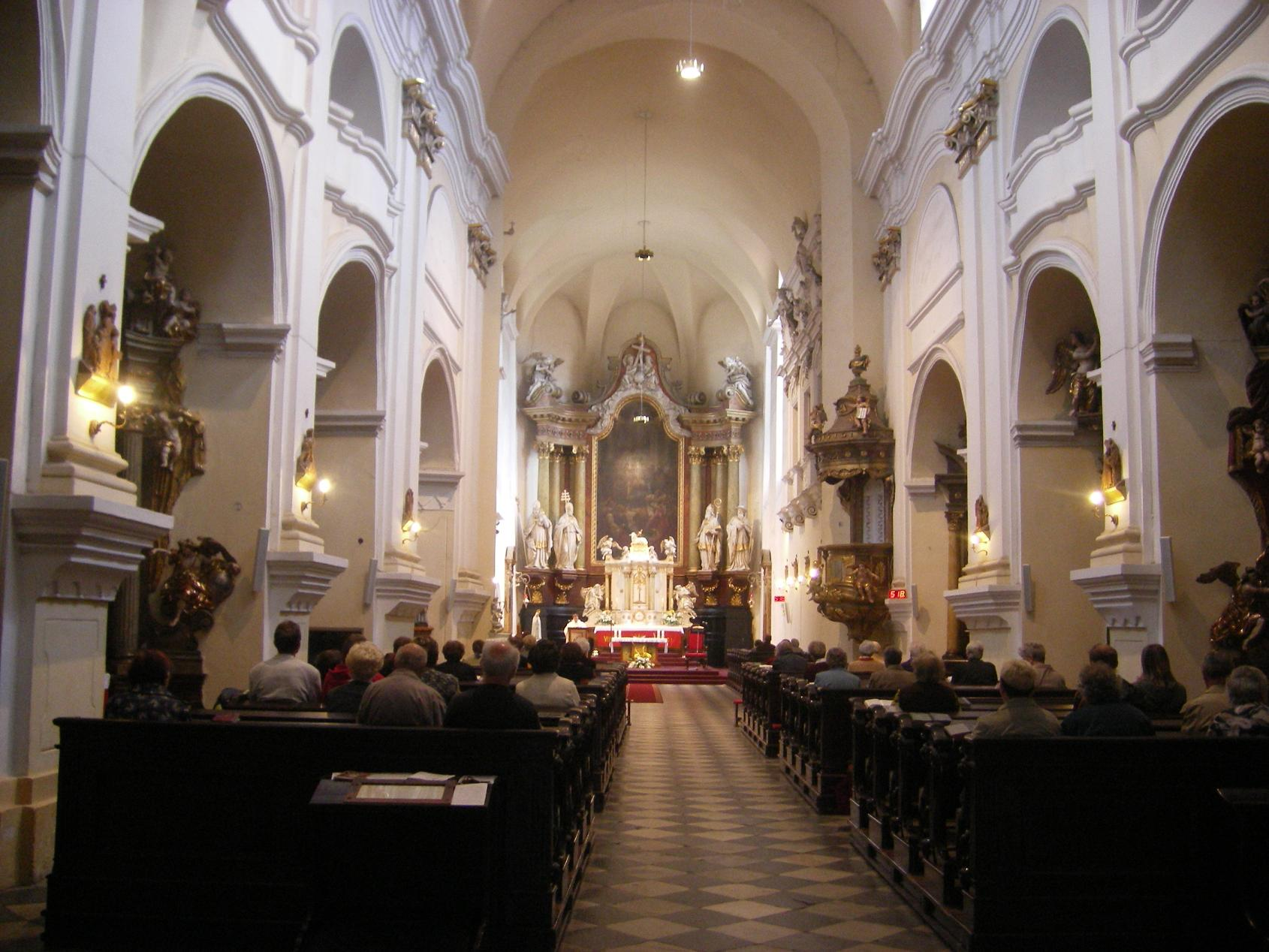
Heilig-Geist-Kirche – Innenansicht

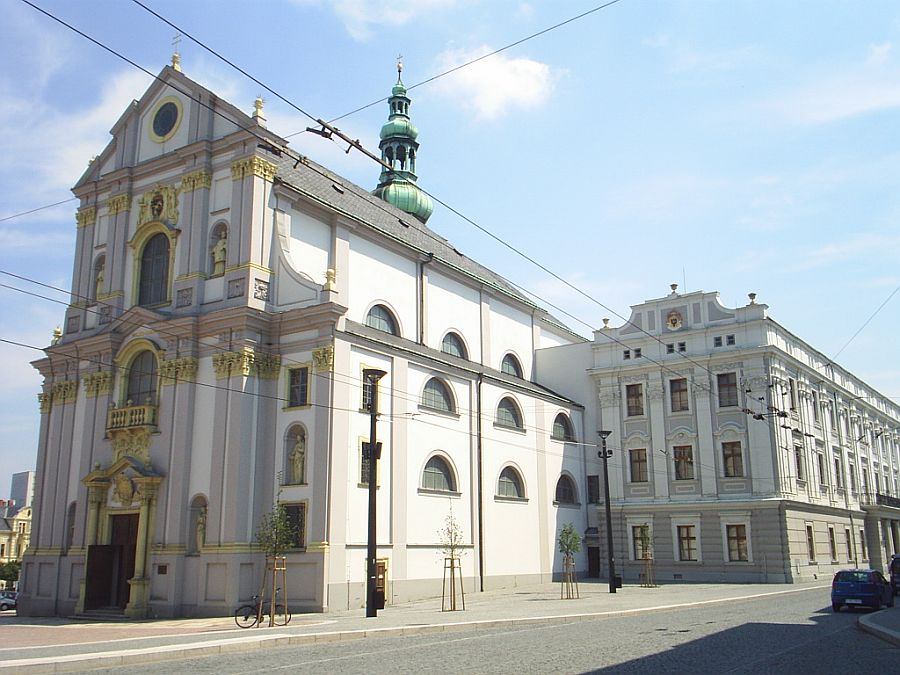
St.-Adalbert-Kirche und Jesuitenkolleg (heute Archiv)

- Mariä-Himmelfahrt-Kirche: Gotische Kirche aus dem 14. Jahrhundert, innen barockisiert (Nationales Kulturdenkmal[13]), seit 1996 Konkathedrale des Bistums Ostrau-Troppau
- St.-Adalbert-Kirche, errichtet 1675–1680 durch die Jesuiten. Der einschiffige frühbarocke Hallenbau mit Tonnengewölbe, mit Fresken von Franz Xaver Steiner (1731). Die Kirche wurde im März 1945 fast völlig zerstört, konnte jedoch bis 1947 wiederaufgebaut werden.
- Barockpalais: In der Stadt sind mehrere Barockpalais zu sehen, u. a. das Palais Blücher-Wahlstadt.
- Hedwigskirche: erbaut nach Entwurf des Architekten Leopold Bauer
- Heilig-Geist-Kirche aus dem 15. Jahrhundert, spätgotisch
- Evangelische Kirche (jetzt Kreisarchiv)
- Kaufmannshaus (bis 1580 Rathaus) mit 72 m hohem Turm
- Slezské divadlo Opava aus dem 19. Jahrhundert
- Heilig-Kreuz-Kapelle: Gotische Backsteinkirche aus dem 14. Jahrhundert mit achteckigem Grundriss (Nationales Kulturdenkmal[14]) im Ortsteil Kateřinky (Katharein)

## Wirtschaft und Infrastruktur

### Wirtschaft
Die Stadt Opava gehört zum Industrieballungszentrum von Ostrava (Ostrau) und stellt vor allem Bergbauausrüstungen her. Außerdem befindet sich hier eine der größten Zuckerfabriken Tschechiens, die zur österreichischen Agrana-Gruppe gehört. Vor 1945 war der Spirituosenhersteller E. Lichtwitz & Co. besonders bedeutend. Opavia ist ein aus Opava stammender Hersteller von Süßigkeiten. Seine Bäderoblaten und Waffeln sind überregional bekannt.

### Bildung
Opava ist Sitz mehrerer wissenschaftlicher und kultureller Institutionen, die überregionale Bedeutung haben, u. a. der Schlesischen Universität Opava und des Schlesischen Landesmuseums. Bis 1993 war ein Teil der Tschechischen Akademie der Wissenschaften in Troppau angesiedelt.

### Verkehr
Straßenbahn
Von 1905 bis 1956 gab es in Opava eine städtische Straßenbahn. Nach den Zerstörungen gegen Ende des Zweiten Weltkriegs konnte das gesamte Streckennetz erst ab 1947 wieder benützt werden. 1950 wurden Teilstrecken stillgelegt.
Oberleitungsbus

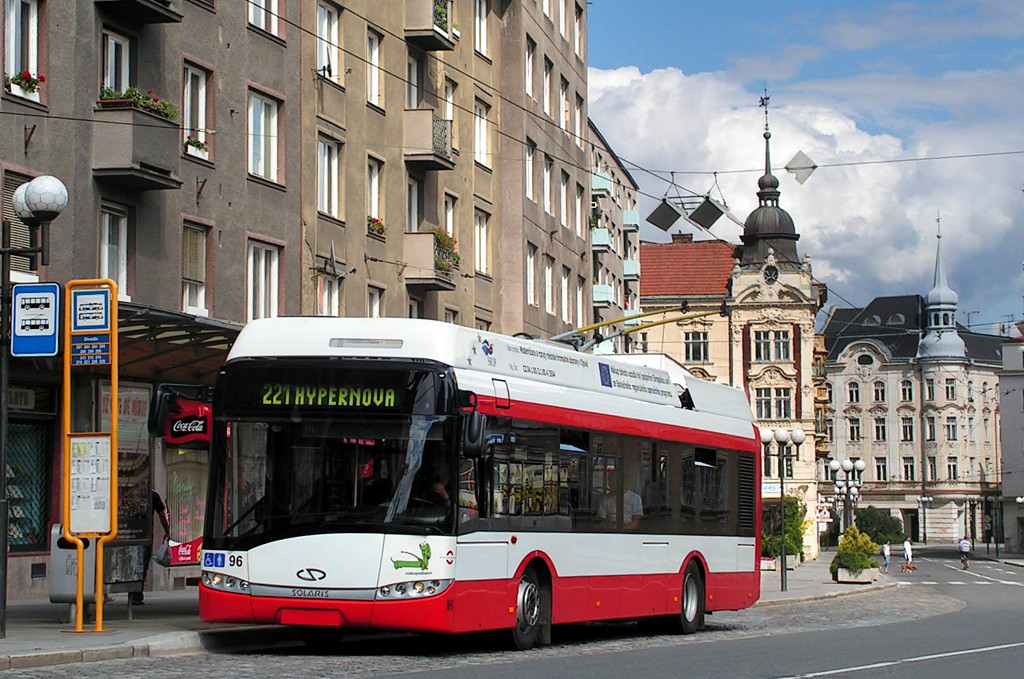
Oberleitungsbus Trollino 12

Nachdem 1950 beschlossen worden war, die Straßenbahn durch Oberleitungsbusse zu ersetzen, begann 1952 der Bau einer ersten O-Busverbindung, welche bereits im darauf folgenden Jahr in Betrieb genommen wurde.
Heute gibt es elf Linien mit den Liniennummern 201 bis 210 und 221. Auf der Linie 221 sind O-Busse mit Diesel-Hilfsaggregat im Einsatz, da fünf Haltestellen keine Oberleitung haben. Für diese Haltestellen stehen sechs Busse des Typs Solaris Trollino 12 und zwei Škoda 26Tr Solaris zur Verfügung. Sie wurden ab September 2018 durch zehn Škoda 32 Tr ersetzt. Diese erhalten eine 41-kWh-Lithium-Titanat-Oxid-Batterie, welche eine 8 km lange, oberleitungsfreie Fahrt ermöglicht.

### Sport
- Der Eishockeyklub HC Slezan Opava spielte Ende der 1990er Jahre in der tschechischen Extraliga, stieg aber seitdem bis in die dritte Spielklasse ab.
- Der Fußballclub Slezský FC Opava (Schlesischer FC Troppau) spielt seit der Saison 2018/19 in der ersten tschechischen Fußballliga.
- Der Basketballclub BK Opava spielt in der höchsten tschechischen Basketballliga Mattoni NBL.

Forschung zur Sportgeschichte der Stadt: Martin Pelc: Struktury opavského sportu 1850–1938.

## Persönlichkeiten

### Ehrenbürger
- Karl Wilhelm Ritter von Dietrich (1811–1889) von 1845 bis 1884 in Troppau, Rechtsanwalt, gründete mit Adolf Trassler 1862 die erste Freiwillige Feuerwehr und ließ 1864 ein Chorhaus für die evangelische Kirchengemeinde bauen
- Karl von Stremayr (1823–1904), Minister für Kultus und Unterricht
- Franz von Hein (1808–1890), Bürgermeister von Troppau, österreichischer Justizminister und erster Präsident des österreichischen Reichrats
- Hermann von Pillersdorff (1817–1887), schlesischer Großgrundbesitzer, Landespräsident von Schlesien und Abgeordneter des Abgeordnetenhauses

### Söhne und Töchter der Stadt
- Martin von Troppau (tschechisch: Martin z Opavy) († 1287), Chronist
- Franz Emerich (1496–1560), Chirurg und Universitätsprofessor
- Amandus Polanus von Polansdorf (1561–1610), reformierter Theologe
- Daniel Paschasius von Osterberg (1634–1711), Grundherr und Förderer des Wallfahrtsortes Albendorf
- Johann Carl von Morawitzky (1711–1782), preußischer Landrat
- Lazarus III. Henckel von Donnersmarck (1729–1805), Industrieller
- Ferdinand Licht (1748–1822), Maler
- Joseph von Hohenzollern-Hechingen (1776–1836), Fürstbischof von Ermland
- Hermann von Hohenzollern-Hechingen (1777–1827), preußischer Generalmajor
- Eduard von Badenfeld (1800–1860), Schriftsteller
- Eduard Kuschée (1811–1890), Architekt
- Felix Fürst Lichnowsky (1814–1848), Politiker
- Gustav Hirsch (1845–1907), Jurist, Landwirt und Politiker
- Adolf Kaufmann (1848–1916), Landschafts- und Marinemaler
- Johann Palisa (1848–1925), Astronom in Pola und Wien
- Anton Schlossar (1849–1942), Direktor der Universitätsbibliothek Graz und Schriftsteller
- Karl Wasserrab (1851–1916), Professor, Wirtschaftswissenschaftler und Sozialreformer
- Moritz von Auffenberg (1852–1928), k.u.k. General
- Ludwig Baumann (1853–1936), Architekt des k.u.k. Kriegsministeriums in Wien
- Joseph Maria Stowasser (1854–1910), Altphilologe
- Moritz Vetter von der Lilie (1856–1945), Beamter, Großgrundbesitzer, Arzt und Politiker
- Franz Theodor Cursch-Bühren (1859–1908), Komponist, Dirigent und Musikjournalist
- Felix Woyrsch (1860–1944), Komponist
- Emilie Kurz (1863–nach 1942), Theater- und Filmschauspielerin
- Anna Pawlitschek (1864–1927), Schriftstellerin
- Johann Paul Karplus (1866–1936), Arzt
- Petr Bezruč (1867–1958), Schriftsteller und Dichter
- Joseph Maria Olbrich (1867–1908), Architekt der Wiener Secession
- Rudolf Brotanek (1870–1944), Anglist
- Rudolf Quittner (1872–1910), Maler
- Theodor von Zeynek (1873–1948), Oberst, Chef der Quartiermeisterabteilung des Armeeoberkommandos und Übersetzer
- Friedrich Hartmann (1876–1945), Bauingenieur und Hochschullehrer
- Lucie Weidt (1876–1940), Opernsängerin
- Walther Freiherr von Holzhausen (1876–1935), Schachmeister
- Erna Raabe von Holzhausen (1882–1938), Malerin und Grafikerin
- Ubald Steiner (1882–1946), römisch-katholischer Pfarrer, Propst und Politiker
- Ernst Wolfgang Freissler (1884–1937), Schriftsteller und Journalist
- Raimund Mosler (1886–1959), Maler
- Othmar Keil-Eichenthurn (1888–1932), Metallurg
- Helmut Krommer (1891–1973), Maler und Grafiker
- Wanda Hanke (1893–1958), Ethnologin
- Alfred Jurzykowski (1899–1966), Manager und Kunstförderer
- Lya Ley (1899–1992), Schauspielerin
- Leo Haas (1901–1983), Maler, Grafiker, Zeichner und Karikaturist
- Bruno Nowak (1901–1940), Schriftsteller unter dem Pseudonym Gottfried Rothacker
- Reinhart Kudlich (1902–1943), Rechtsanwalt und Kommunalpolitiker (SdP, NSDAP)
- Viktor Planckh (1904–1941), Maler, Grafiker und Bildhauer der Neuen Sachlichkeit
- Erich Heger (1906–nach 1970), Rechtsanwalt und nationalsozialistischer Landrat
- Ilse Ester Hoffe (1906–2007), Sekretärin und Lebensgefährtin von Max Brod
- Gustav Fochler-Hauke (1906–1996), Geograph und Professor an der Universität München
- Heinrich Klapsia (1907–1945), Kunsthistoriker
- Walter Richard Gerlich (1908–1981), Pädagoge und Politiker
- Bruno Ditter von Dittersdorff, (1908–1944), SS-Offizier
- Franz Bardon (1909–1958), Hermetiker
- Joy Adamson (1910–1980), Naturforscherin, Malerin und Schriftstellerin
- Gerhard Gerlich (1911–1962), Politiker (CDU), MdL (Schleswig-Holstein)
- Fritz Kruspersky (1911–1996), Maler und Bühnenbildner
- Agi Prandhoff (1921–2018), Schauspielerin und Synchronsprecherin
- Gert Heinz Müller (1923–2006), Mathematiker
- Susan Groag Bell (1926–2015), US-amerikanische Frauenforscherin
- Helmut Niedermeyer (1926–2014), Unternehmer
- Edith Beckmann (* 1928), Schmuckgestalterin und Collagistin
- Alfred Essler (1929–2013), Bildhauer und Keramiker
- Erich Kleiber (1929–1985), Schauspieler, Kabarettist, Theaterregisseur und Synchronsprecher
- Herbert Mainusch (1929–1999), Anglist und Hochschullehrer
- Hans Breuer (1930–2021), Politiker (SPD), Oberbürgermeister von Augsburg
- Gottfried Konecny (1930–2024), Professor für Photogrammetrie und Ingenieurvermessungen
- Manfred Scheich (1933–2020), Botschafter
- Hans U. Brauner (1934–2019), Industriemanager
- Peter Winter (1935–2011), Cartoonist und Journalist, Kunstkritiker
- Helga Möbius (* 1935), Kunsthistorikerin
- Georg Lhotsky (1937–2016), Schauspieler, Filmregisseur, Drehbuchautor und Produzent
- Helmut Wolf (1937–2020), Geologe und Museumsleiter
- Walter Gilik (* 1938), Bobfahrer
- Christel Peschke (1938–2020), Theaterschauspielerin
- Liselotte Glage (* 1939), Anglistin und Hochschullehrerin
- Rüdiger Peuckert (1940–2014), Politiker und Unternehmer
- Hans-Georg Weber (* 1940), Experimentalphysiker
- Gernot Rotter (1941–2010), Orientalist, Islamwissenschaftler, Publizist und Politiker
- Friedrich-Carl Wodarz (* 1942), Politiker (SPD)
- Gernot Bubenik (* 1942), bildender Künstler
- Hubertus Erlen (* 1943), Manager
- Hans Jürgen Neusser (* 1943), Physiker und Hochschullehrer
- Manfred Geier (* 1943), Germanist und Publizist
- Boris Rösner (1951–2006), Schauspieler
- Eduard Janota (1952–2011), Ökonom und Finanzminister
- Zdeněk Bakala (* 1961), Unternehmer
- Zbyněk Stanjura (* 1964), Politiker (ODS)
- Tomás Valík (1964–2016), Schauspieler
- Bohdan Sláma (* 1967), Filmregisseur
- Martin Wihoda (* 1967), Historiker
- Rostislav Haas (* 1968), Eishockeytorwart und -trainer
- David Musial (* 1975), Eishockeyspieler
- Zdeněk Pospěch (* 1978), Fußballspieler
- Daniel Willaschek (* 1980), Eishockeyspieler
- Radek Křesťan (* 1981), Eishockeyspieler
- Michal Balner (* 1982), Stabhochspringer
- Misha Kovar (* 1982), Schauspielerin und Sängerin
- Lukáš Magera (* 1983), Fußballspieler
- Martin Heider (* 1986), Eishockeyspieler
- Lukáš Vondráček (* 1986), Pianist
- Jakub Holuša (* 1988), Leichtathlet
- Jan Kudlička (* 1988), Leichtathlet
- Radek Faksa (* 1994), Eishockeyspieler
- Pernilla Mendesová (* 1994), Tennisspielerin
- Jakub Solnický (* 1994), Squashspieler
- Tereza Těžká (* 1996), Schauspielerin
- Barbora Malíková (* 2001), Sprinterin

### Persönlichkeiten mit Beziehung zur Stadt
- Andreas Scultetus (um 1622/23–1647), spätmystischer Dichter, starb hier
- Antonín Boll (1721–1792), Philosoph und Jesuit, unterrichtete hier
- Faustin Ens (1782–1858), Lehrer, Gründer des Schlesischen Landesmuseums
- Franz von Mückusch und Buchberg (1749–1837), Naturforscher, Gründer des Schlesischen Landesmuseums
- Aloys Fuchs (1799–1853), Musikforscher und Musikaliensammler, erhielt seine musikalische Ausbildung im Minoritenkloster in Troppau 1811 bis 1816
- Nikolaus Wilhelm Freiherr Lenk von Wolfsberg (1809–1894), k. u. k. Feldzeugmeister, Inhaber des Korpsartillerieregiments Nr. 4 und Naturwissenschaftler
- Alexander von Jutrzenka (1816–1894), mährisch-schlesischer Unternehmer in Troppau
- Gregor Mendel (1822–1884), Naturforscher, besuchte das Gymnasium in Troppau
- Hans Kudlich (1823–1917), Arzt und Politiker, bekannt als Bauernbefreier, besuchte das Gymnasium in Troppau
- Georg von Kopp (1837–1914), Bischof von Fulda und Fürstbischof von Breslau, Mitglied des Schlesischen Landtages in Troppau, starb hier
- Julius Lundwall (1844–1930), Architekt, Bauingenieur und Bauunternehmer
- Karl Ferdinand Borromäus Freiherr Putz von Rolsberg (1852–1921), Mitglied des Abgeordnetenhauses des Österreichischen Reichsrats und Großgrundbesitzer
- Eduard Freiherr von Böhm-Ermolli (1856–1941), k.u.k. Feldmarschall und Heerführer im Ersten Weltkrieg, lebte und starb hier
- Leon Kellner (1859–1928), Lehrer und Direktor an der k.k. Oberrealschule
- Franz Ballner (1870–1963), besuchte das Gymnasium und lebte hier 1933 bis 1945 als Oberstarzt a. D. und a. o. Univ.-Professor a. D. (dienstverpflichtet 1939 bis 1945)
- Robert Hohlbaum (1886–1955), Träger der Troppauer Kulturehrengabe
- Albert Ferenz (1907–1994), Künstler und Restaurator, wirkte hier von 1936 bis 1942